# Amel Mekić
Amel Mekić (Sarajevo, 21. rujna 1981.) je bosanskohercegovački džudaš. Visok je 189 cm, a težak 100 kg. Osvojio je tri peta mjesta na Svjetskim prvenstvima (Munchen 2001., Osaka 2003. i Rio de Janeiru 2005.), dok je na Evropskom prvenstvu u Rotterdamu 2005. zauzeo sedmo mjesto. Predstavljao je BiH na dvjema Olimpijskim igrama (2004. i 2008.).
Predstavljao je Bosnu i Hercegovinu na Olimpijskim igrama u Ateni 2004., te u Pekingu 2008. Na otvaranju Olimpijskih igara u Pekingu nosio je državnu zastavu.
Osvojio je zlatno odličje na Europskom prvenstvu u Istanbulu, pobjedama u svih pet borbi u kategoriji do 100 kg.
Bio je pobjednik Svjetskog kupa u Bukureštu 2005., dok je 2004. godine dva puta bio drugi u Rotterdamu i Rimu.[nedostaje izvor]
Na Univerzijadi u Koreji 2003. godine osvojio je treće mjesto, kao i na Mediteranskim igrama u Alemeriji.
God. 2011. proglašen je najboljim sportašem BiH-a.
Mekić je trenutno zaposlen kao asistent na Fakultetu sporta i tjelesnog odgoja Sveučilišta u Sarajevu, na kojem magistrirao 2009. godine.[nedostaje izvor]

## Poveznice
- Bosna i Hercegovina na OI 2004.
- Bosna i Hercegovina na OI 2008.

## Vanjske poveznice
- Profil na judoinside.com